# Paul Minick
Paul Daniel Minick (* 17. Dezember 1899 in Villisca, Iowa, USA; † 22. Dezember 1978 in Springfield, Missouri) war ein American-Football-Spieler. Er spielte unter anderem als Guard in der National Football League (NFL) bei den Green Bay Packers.

## Laufbahn
Paul Minick besuchte in Des Moines die High School. Nach seinem Schulabschluss studierte er von 1920 bis 1922 an der University of Iowa. Dort war er als American-Football-Spieler aktiv. In allen drei Studienjahren wurde er von seinem College für seine sportlichen Leistungen ausgezeichnet. Im Jahr 1926 band er sich für ein Jahr an die New York Yankees. Die Yankees spielten in diesem Jahr in der nur ein Jahr existierenden American Football League. 1927 wechselte Minick zu den Buffalo Bisons in die NFL, die im Laufe der Saison den Spielbetrieb einstellen mussten. Im Jahr 1928 nahmen ihn dann die von Curly Lambeau trainierten Green Bay Packers unter Vertrag.
Bis 1929 wurden die Packers durch zahlreiche All-Pro-Spieler wie LaVern Dilweg, Eddie Kotal, John McNally oder Mike Michalske verstärkt. Minick hatte als Guard die Aufgabe den eigenen Blocking back zu schützen und den eigenen Runningbacks den Weg in die gegnerische Endzone frei zu blocken. Minick gewann in diesem Jahr mit der Mannschaft aus Green Bay die NFL-Meisterschaft. Nach dieser Saison beendete Paul Minick seine Laufbahn.